# Кретьен, Жан-Лу
Жан-Лу Жак Мари́ Кретье́н (фр. Jean-Loup Jacques Marie Chrétien; род. 20 августа 1938, Ла-Рошель) — французский космонавт, бригадный генерал, Герой Советского Союза (1982).
Первый гражданин Франции, совершивший полёт в космос на советском космическом корабле «Союз Т-6» и орбитальной станции «Салют-7» (июнь — июль 1982 г.), а также на «Союз ТМ-7» (взлёт) и «Союз ТМ-6» (посадка) и орбитальном комплексе «Мир» (ноябрь — декабрь 1988 г.). 9 декабря 1988 года совершил из станции «Мир» первый выход в открытый космос представителя третьей страны (не СССР и не США).
В вооружённых силах Франции служил с 1959 года. В 1961 году окончил Французскую воздушную академию. В декабре 1988 года произведён в генеральский чин.
В 1990—1993 годах проходил подготовку к полётам на космическом корабле «Буран» и совершал тренировочные полёты на Ту-154 и МиГ-25.
Третий полёт в космос французский генерал Жан-Лу Кретьен совершил с 25 сентября по 6 октября 1997 года на американском космическом челноке «Atlantis» по программе STS-86 («Мир»-NASA-7). В августе 1998 года, достигнув 60-летнего возраста, обратился к официальным лицам США о предоставлении ему американского гражданства и включения в отряд американских астронавтов NASA. Добившись желаемого, Жан-Лу Кретьен работал в NASA.
Статистика
| # | Стартовый корабль | Старт, UTC        | Экспедиция  | Корабль посадки | Посадка, UTC      | Налёт                      | Выходы в открытый космос | Время в открытом космосе |
| - | ----------------- | ----------------- | ----------- | --------------- | ----------------- | -------------------------- | ------------------------ | ------------------------ |
| 1 | Союз Т-6          | 24.06.1982, 16:29 | Салют-7 (2) | Союз Т-6        | 02.07.1982, 14:20 | 07 суток 21 час 50 минут   | 0                        | 0                        |
| 2 | Союз ТМ-7         | 26.11.1988, 15:49 | Мир (4)     | Союз ТМ-6       | 21.12.1988, 09:56 | 24 суток 18 часов 07 минут | 1                        | 06 часов 00 минут        |
| 3 | Атлантис STS-86   | 26.09.1997, 02:34 | Мир (24)    | Атлантис STS-86 | 06.10.1997, 21:55 | 10 суток 19 часов 20 минут | 0                        | 0                        |
|   |                   |                   |             |                 |                   | 43 суток 11 часов 17 минут | 1                        | 06 часов 00 минут        |

В сентябре 2000 года во время посещения магазина Home Depot в штате Техас Кретьен получил травмы головы, шеи и плеч в результате падения на него с полки с высоты более 3 метров 31-килограммового сверлильного станка. В результате полученных увечий Кретьен в ноябре 2001 года ушёл в отставку. В 2002 году компания Home Depot выплатила ему денежную компенсацию.
После завершения космической карьеры Жан-Лу Кретьен начал работать вице-президентом в Tietronix Software Inc. В 2002 году он основал Tietronix Optics.

## Книги
- Жан-Лу Кретьен, Патрик Бодри, Бернар Шаббер, фр. Spatiale premier, Париж: Plon, 1982, 306 стр. ISBN 978-2-259-00927-0
- Жан-Лу Кретьен, фр. Sonata au clair de terre, Париж: Denoël, 1993, 232 стр. ISBN 2-207-24153-X
- Жан-Лу Кретьен, фр. Mission Mir, Париж: Мишель Лафон, 1998, 232 стр. ISBN 978-2-84098-374-3
- Жан-Лу Кретьен, Катрин Алрик, фр. Rêves d'étoiles, Париж: Alphée, 2009, 236 стр. ISBN 978-2-7538-0385-5
- Жан-Лу Кретьен, Роман Гурбанов Python с нуля. Издание ко дню 41-й годовщины космической экспедиции Союз-Т6., Москва: ЛитРес, 2023, 100 стр. ISBN 979-8-22385-304-6

## Награды
- Командор ордена Почётного легиона;
- кавалер Национального ордена «За заслуги»;
- Герой Советского Союза;
- орден Ленина;
- орден Трудового Красного Знамени (21 декабря 1988);
- Большая золотая медаль SEP (1990)
- Медаль «За заслуги в освоении космоса» (12 апреля 2011 года, Россия) — за большой вклад в развитие международного сотрудничества в области пилотируемой космонавтики[6]
- Почётный гражданин казахстанского города Аркалык.